# О’Каллахансмилс
О’Каллахансмилс (англ. O'Callaghan's-Mills; ирл. An Muileann O'Callaghain) — деревня в Ирландии, находится в графстве Клэр (провинция Манстер). Население — 575 человек (по переписи 2002 года).
В деревне есть государственная школа для детей от 4 до 13 лет.